# Campanula tymphaea
Campanula tymphaea là loài thực vật có hoa trong họ Hoa chuông. Loài này được Hausskn. mô tả khoa học đầu tiên năm 1887.